# 토성면
토성면(土城面)은 대한민국 강원특별자치도 고성군의 면이다. 고성군에서 가장 남쪽에 있다.

## 연혁
- 1914년 : 강원도 간성군 토성면
- 1919년 :간성군을 고성군으로 개칭하며 죽왕면과 함께 양양군에 편입
- 1953년 : 대한민국 관할이 됨
- 1954년 :공식 수복
- 1963년 1월 1일 양양군 죽왕면과 함께 양양군에서 고성군으로 환원.[1] (6면)
- 1973년 7월 1일 : 사진리, 장천리가 속초시로 편입됨[2]

## 행정 구역
| 법정리   | 한자명   | 행정리                                                           | 비고                              |
| -------- | -------- | ---------------------------------------------------------------- | --------------------------------- |
| 교암리   | 橋巖里   | 교암1리, 교암2리                                                 |                                   |
| 금화정리 | 金花亭里 | 금화정리                                                         | 1997년 6월 5일 아야진7리에서 분리 |
| 도원리   | 桃院里   | 도원1리, 도원2리, 도원3리                                        |                                   |
| 백촌리   | 栢村里   | 백촌리                                                           |                                   |
| 봉포리   | 鳳浦里   | 봉포리                                                           |                                   |
| 성대리   | 城垈里   | 성대1리, 성대2리                                                 |                                   |
| 성천리   | 星川里   | 성천리                                                           |                                   |
| 신평리   | 新坪里   | 신평1리, 신평2리                                                 |                                   |
| 아야진리 | 我也津里 | 아야진1리, 아야진2리, 아야진3리, 아야진4리, 아야진5리, 아야진6리 |                                   |
| 용암리   | 龍巖里   | 용암1리, 용암2리                                                 |                                   |
| 용촌리   | 龍村里   | 용촌1리, 용촌2리                                                 |                                   |
| 운봉리   | 雲峰里   | 운봉리                                                           |                                   |
| 원암리   | 元巖里   | 원암리                                                           |                                   |
| 인흥리   | 仁興里   | 인흥1리, 인흥2리, 인흥3리                                        |                                   |
| 천진리   | 天津里   | 천진1리, 천진2리                                                 | 면사무소 소재지                   |
| 청간리   | 淸澗里   | 청간리                                                           |                                   |
| 학야리   | 鶴也里   | 학야1리, 학야2리                                                 |                                   |

## 교육
- 경동대학교 글로벌캠퍼스

## 교통
- 봉포항
- 천진항
- 봉암항
- 미시령터널